# Pommeréval
Pommeréval és un municipi francès situat al departament del Sena Marítim i a la regió de Normandia. L'any 2007 tenia 362 habitants.

## Demografia

### Població
El 2007 la població de fet de Pommeréval era de 362 persones. Hi havia 136 famílies de les quals 29 eren unipersonals (7 homes vivint sols i 22 dones vivint soles), 44 parelles sense fills, 59 parelles amb fills i 4 famílies monoparentals amb fills.
La població ha evolucionat segons el següent gràfic:
Habitants censats

### Habitatges
El 2007 hi havia 163 habitatges, 135 eren l'habitatge principal de la família, 17 eren segones residències i 10 estaven desocupats. 160 eren cases i 2 eren apartaments. Dels 135 habitatges principals, 119 estaven ocupats pels seus propietaris, 13 estaven llogats i ocupats pels llogaters i 4 estaven cedits a títol gratuït; 5 tenien dues cambres, 19 en tenien tres, 35 en tenien quatre i 76 en tenien cinc o més. 108 habitatges disposaven pel capbaix d'una plaça de pàrquing. A 62 habitatges hi havia un automòbil i a 69 n'hi havia dos o més.

### Piràmide de població
La piràmide de població per edats i sexe el 2009 era:
| Homes | Edats   | Dones |
| ----- | ------- | ----- |
| 0     | 95 o +  | 0     |
| 0     | 90 a 94 | 0     |
| 4     | 85 a 89 | 4     |
| 0     | 80 a 84 | 0     |
| 8     | 75 a 79 | 4     |
| 4     | 70 a 74 | 0     |
| 8     | 65 a 69 | 4     |
| 8     | 60 a 64 | 4     |
| 8     | 55 a 59 | 16    |
| 8     | 50 a 54 | 8     |
| 12    | 45 a 49 | 12    |
| 16    | 40 a 44 | 16    |
| 16    | 35 a 39 | 16    |
| 0     | 30 a 34 | 12    |
| 4     | 25 a 29 | 4     |
| 4     | 20 a 24 | 16    |
| 16    | 15 a 19 | 24    |
| 16    | 10 a 14 | 16    |
| 4     | 5 a 9   | 4     |
| 16    | 0 a 4   | 8     |

## Economia
El 2007 la població en edat de treballar era de 235 persones, 179 eren actives i 56 eren inactives. De les 179 persones actives 160 estaven ocupades (85 homes i 75 dones) i 18 estaven aturades (6 homes i 12 dones). De les 56 persones inactives 14 estaven jubilades, 19 estaven estudiant i 23 estaven classificades com a «altres inactius».

### Ingressos
El 2009 a Pommeréval hi havia 146 unitats fiscals que integraven 394 persones, la mediana anual d'ingressos fiscals per persona era de 16.165 €.

### Activitats econòmiques
Dels 11 establiments que hi havia el 2007, 5 eren d'empreses de construcció, 1 d'una empresa de comerç i reparació d'automòbils, 1 d'una empresa d'hostatgeria i restauració, 1 d'una empresa immobiliària i 3 d'empreses classificades com a «altres activitats de serveis».
Dels 2 establiments de servei als particulars que hi havia el 2009, 1 era una fusteria i 1 empresa de construcció.
L'únic establiment comercial que hi havia el 2009 era una botiga de material esportiu.
L'any 2000 a Pommeréval hi havia 14 explotacions agrícoles que ocupaven un total de 285 hectàrees.

## Equipaments sanitaris i escolars
El 2009 hi havia una escola elemental integrada dins d'un grup escolar amb les comunes properes formant una escola dispersa.

## Poblacions més properes
El següent diagrama mostra les poblacions més properes.